# 乳酸エチル
乳酸エチル（にゅうさんエチル、英: Ethyl lactate）は、乳酸とエタノールから形成される塩基性エステルである。天然にはワインや鶏肉、果実類、味噌に微量含まれる。食品用香料として有用であり、香りはナッツ様、乳製品様、果実様とも表現される。
乳酸エチルは生物により生成されるが、元となる乳酸を生成する生物により左旋性(S)と右旋性(R)の光学異性体が生じるが、多くは左旋性である。
産業的には石油化学工業により製造され、その場合には左旋性と右旋性が混在したラセミ体となる。いずれの異性体とも生分解性があると考えられている。水と酸または塩基の存在下では乳酸とエタノールに加水分解される。

## 用途
毒性が低く、食品添加物や香水の原料となる。工業的には、グリーン溶媒の一つとしてセルロース類の溶媒として使用される。生分解性があると考えられていることから洗浄剤としても用いられる。アリルアルジミンの形成にも使用される。

## 安全性
引火性があり、日本の消防法では第4類危険物（第2石油類）に分類される。燃焼時には刺激性、腐食性および毒性のあるガスを生じることがある。急性毒性は、ラットに経口投与した実験での半数致死量（LD50）は2000mg/kg以上、ウサギに経皮投与した場合のLD50は5g/kgと、毒性は低い。発癌性や変異原性も確認されていない。ウサギを使った実験では、眼に対して刺激性がある。